# Бордертер'єр
Бордертер'єр — британська порода малих грубошерстих тер'єрів. Вона походить з району англо-шотландського кордону і має спільних предків з денді-дінмонтським тер'єром та бедлінгтонським тер'єром з тієї ж місцевості. Собак традиційно використовували для полювання на лисиць.
Порода була офіційно визнана Кінологічним клубом Великобританії в 1920 році.

## Характеристики

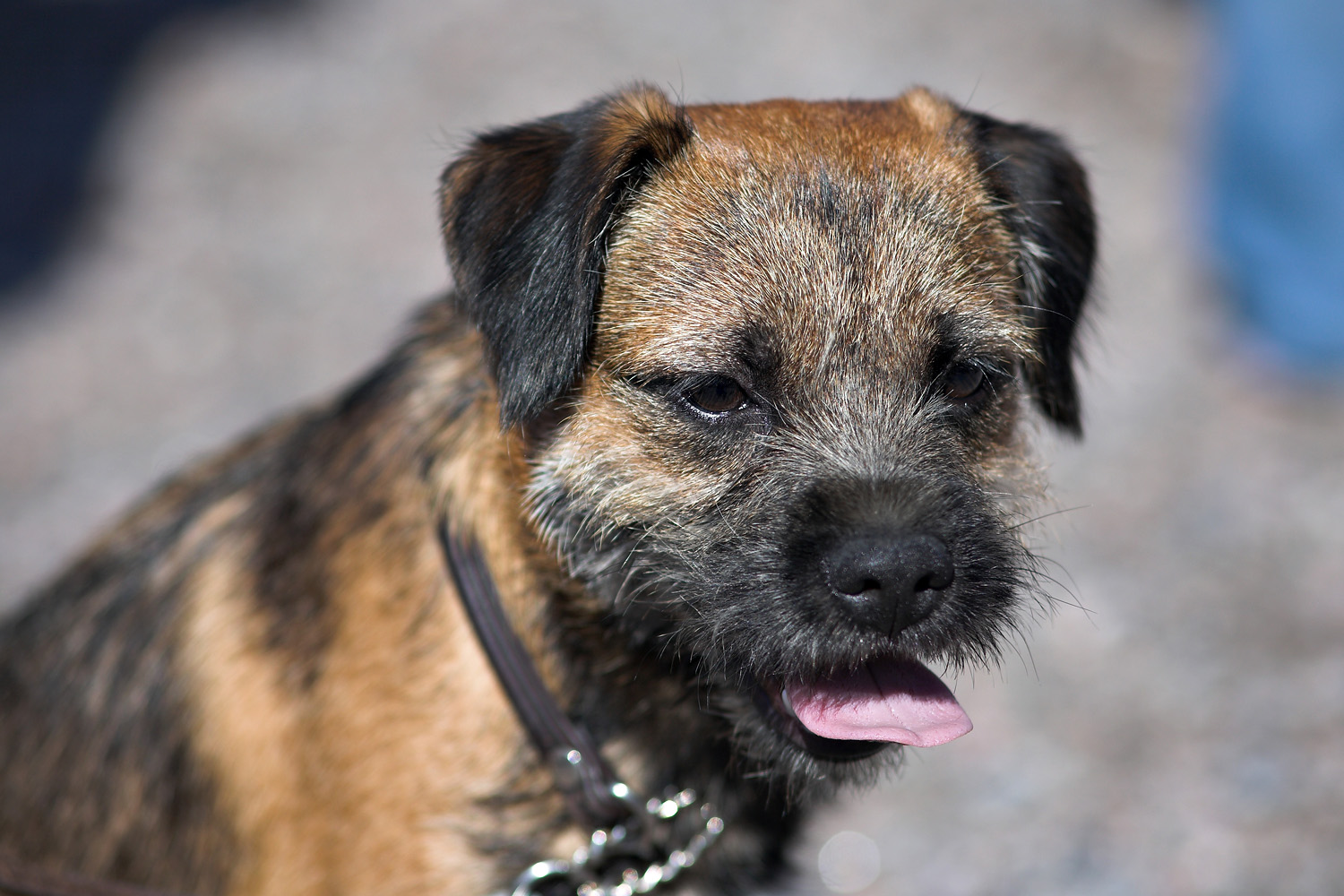
Бордертер'єр

Бордертер'єри мають широкий череп, помірно коротку морду і міцні зуби. Вуха V-подібної форми з боків голови спадають до щік. Поширені забарвлення шерсті: сіре з піщаним, синювато-піщане, руде або пшеничне. Вуса нечисленні та короткі. Хвіст помірно короткий, товстий біля основи та звужується донизу.
Худощаві та пропорційні, самці мають зріст у холці від 33 до 41 см і важать від 5,9 до 7 кг; самки — 28—36 см і важать 5,2—6,4 кг.
Має коротке, щільне та м'яке підшерстя і жорстке та пряме остьове волосся, що щільно прилягає до тіла та є стійким до погодних умов і бруду.

## Здоров'я
Серед бордертер'єрів зареєстровані випадки собачого епілептоїдного судомного синдрому.
Дослідження, проведене у Великобританії у 2024 році, зафіксувало середню тривалість життя собак цієї породи — 14,2 року, в порівнянні з 12,7 для чистокровних особин і 12 — для метисів.
Британське дослідження виявило схильність до захворювань жовчного міхура серед бордертер'єрів. Представники цієї породи у 86,48 раза частіше хворіють на мукоцеле жовчного міхура та у 28,7 раза частіше — на інші форми жовчноміхурних захворювань у порівнянні іншими собаками. Дослідження також виявило схильність до нейтрофільного холангіту, ймовірність захворіти на який у представників цієї породи в 12,07 разів вища за середню.